# Wolfgang Iser
Pour les articles homonymes, voir Iser.
Wolfgang Iser (né le 22 juillet 1926 à Marienberg et mort le 24 janvier 2007 à Constance) est un angliciste et théoricien de la littérature allemand, qui fut professeur d'anglais et de littérature comparée à l'université de Constance. Avec Hans Robert Jauss, il fut le principal représentant de l'École de Constance.